# Morgavsa & Morgana
Morgavsa & Morgana je český kreslený komiksový seriál o dvou čarodějkách, jehož autorem je Petr Kopl. Jedná se o jakýsi prequel ke knižnímu komiksu Král Artuš (2010), kde Kopl adaptoval staroanglickou středověkou legendu o králi Artuši.
První díly se objevily v dětském časopisu Čtyřlístek v roce 2012 (od čísla 512, 2/2012). Jednotlivé epizody následně začaly vycházet jako samostatné knihy (podobně, jako např. čtyřlístkové příběhy Anči a Pepíka).
Třetí kniha Princezna čarodějka, získala komiksovou cenu Muriel za nejlepší komiks pro děti v roce 2020. Za rok 2024 byla na tutéž cenu nominována sedmá kniha ze série příběhů obou čarodějek Tajemství bájné chlupambry.

## Rozvržení příběhu
Každá epizoda má jasně dané téma, ale jednotlivé díly na sebe navazují a jejich propracovanost vynikne až po přečtení celé série. První série Islandika se zabývá cestou obou čarodějek na Island, kde chtějí dopravit čerstvě vylíhnutého dráčka. Série později vyšla v knižním vydání ve třech svazcích (Dračí chůvy, Živelné měňavice, Princezna čarodějka). Hřbety knih jsou označeny košťaty. Počet košťať značí číslo dílu.
Druhá čtyřdílná série Egyptika sleduje detektivní pátrání Morgavsy a Morgany po jejich ztracené kočce. Knižně k roku 2023 vyšly první dva díly (Kočkonautky a Duchovládnice), další dva v roce 2024 (Božské hamižnice, Tajemství bájné Chlupambry). Druhá série je na hřbetech knih značena kotlíky.
Ve Čtyřlístku od roku 2022 již vychází třetí série Britanika.

## Morgavsa
Stará dáma se zatočeným šedivým drdolem v černém, často nosí vysoký klobouk. Občas se prezentuje jako hodná „bába kořenářka“, která se stará o svoje zvířata (kozu Nostru, kočku – nikoliv kocoura – Mikeše a krkavce Krákala). Morgavsa kouzlí jen v nezbytných případech a v různých životních situacích používá zejména své zkušenosti a takt. To vše se snaží předat své schovance Morganě, kterou jí jako malou donesl na vychování Merlin. Je moudrá a klidná.
Právě jejím prostřednictvím se autor snaží čtenářům nenásilně předat některé hodnoty. Např. to, že bychom neměli mluvit sprostě jen tak, ale že ve vážných situacích nám to může ulevit. Během příběhů Morgavsa vysvětluje na praktických příkladech, jaký je rozdíl mezi strachem a respektem; pomluvy jsou vždy špatné a člověku se vymstí, či rozdíl mezi lží a správnou odpovědí.

## Morganka
Zbrklá, nedočkavá čarodějnická učednice. Své srdce má ovšem na pravém místě, a navíc i velké čarodějnické nadání, které jí mnohdy pomůže vybruslit z obtížných situací (např. když Morgavsu neposlechne a dělá si věci po svém). Její konání často ironicky komentuje Krákal, který obě čarodějky doprovází na cestách.

## Seznam dílů v časopise Čtyřlístek
Epizody vychází ve Čtyřlístku lehce nepravidelně, objevují se i zmatky mezi navazováním. V knižním vydání jsou někdy uvedeny části, které se do Čtyřlístku nevešly a pro knižní zpracování a navázání příběhu byly vhodnější. Zatím byly vydány následující příběhy:
Série Islandika - první část knižní trilogie vyšla pod názvem Dračí chůvy v roce 2019.
1. SKŘET KOLORÁK - Čtyřlístek 522
2. ZATROLENÍ  - Čtyřlístek 528
3. BABOJEDSKÁ PATÁLIE - Čtyřlístek 525
4. ŽÁBA NA PLAMENI - Čtyřlístek 531
5. VEMÍNKOVÉ PRAVIDLO - Čtyřlístek 534
6. DIVADLO ŽIJE! - Čtyřlístek 537
7. BLUDNÁ OKURKA - Čtyřlístek 542
8. AŽ NA DŘEŇ! - Čtyřlístek 546
9. DOBROMEZ - Čtyřlístek 551

Série Islandika - druhá část knižní trilogie vyšla pod názvem Živelné měňavice v roce 2019.
1. JEZERNÍCI- Čtyřlístek 674-675
2. PREPERENDY A BLÁTOLOUŽE - Čtyřlístek 553
3. VIKINGOVÉ NA OMYLU - Čtyřlístek 555
4. KOUZLOKŘEČ - Čtyřlístek 560
5. ZKOUŠKA VODOU - Čtyřlístek 563
6. ZLOVES - Čtyřlístek 566
7. O KOŠTĚ! - Čtyřlístek 571
8. ČAROKNĚŽNA - Čtyřlístek 580

Série Islandika - třetí část knižní trilogie vyšla pod názvem Princezna čarodějka v roce 2020.
1. TULENÍ TULENÍ - Čtyřlístek 586
2. PRAVDYBOL - Čtyřlístek 591
3. ČAROMRAVENČENÍ - Čtyřlístek 592
4. HLAVÁRIE - Čtyřlístek 598
5. DRAKOBUS - Čtyřlístek 601
6. DRAČÍ AZYL - Čtyřlístek 694- 695
7. DOMODĚNÍ - Čtyřlístek 604

Série Egyptika - první část knižní série vyšla pod názvem Kočkonautky v roce 2021.
1. SPROSŤOVÁNÍ - Čtyřlístek 608
2. ČERNOHNĚVNÁ ZŽÍRALA- Čtyřlístek 709
3. SKŘEDIŽVIKACE - Čtyřlístek 612
4. KRUPNIČKOVÉ PRAVDOLŽ I - Čtyřlístek 616
5. VZHRŮNOSEC - Čtyřlístek 621
6. CINGRLINGOVÁN Í- Čtyřlístek 624 - 625
7. ČERNÁ DANĚLA - Čtyřlístek 628
8. TICHOLES - Čtyřlístek 632
9. DUCHOVLÁDNÁ - Čtyřlístek 634 - 635

Série Egyptika - druhá část knižní série vyšla pod názvem Duchovládnice v roce 2022.
1. NIČEMOVÉ PAMĚTNÍCI - Čtyřlístek 637
2. KRÁKAVÁ EPIDEMIE - Čtyřlístek 641
3. MOŘSKÉ PLKY - Čtyřlístek 646
4. JANTAROVÁ KLETBA - Čtyřlístek 649 - 650
5. ÚHEL PERNÍKU - Čtyřlístek 652
6. ZVĚRODLUH - Čtyřlístek 653
7. KARKULENÍ - Čtyřlístek 657
8. JEDOVATÉ ODRÁZKY - Čtyřlístek 659 - 660

Série Egyptika - třetí část knižní série vyšla pod názvem Božské hamižnice v roce 2024.
1. VÍNKO DO VÍNKU - Čtyřlístek 663
2. PŘECHODNÍCI- Čtyřlístek 664-665
3. KAMENICE- Čtyřlístek 667
4. BOŽÍ OSTUDA- Čtyřlístek 669-670
5. UTANAPIŠTIM - Čtyřlístek 672
6. SVAŘENO! -Čtyřlístek 677
7. SLIČNÉ HOUSLE DOLIČNÉ- Čtyřlístek 681
8. PLAVÁČEK DŘEVÁČEK- Čtyřlístek 684-685

Série Egyptika - čtvrtá část knižní série vyšla pod názvem Tajemství bájné Chlupambry v roce 2024.
1. PAČUNĚ- Čtyřlístek 689-690
2. VELEBLOUDI - Čtyřlístek 693
3. PŘEDSUĎÁCI- Čtyřlístek 697
4. JAK SE NIC NESTALO- Čtyřlístek 702
5. KOČKOVÁNÍ- Čtyřlístek 704
6. NEČEKANÝ SABAT- Čtyřlístek 706
7. CHLUPAMBRA- Čtyřlístek 711
8. NESMRTELNÍK- Čtyřlístek 714
9. PROMARNĚNÁ NESMRTELNOST- Čtyřlístek 715-716

Série Britanika - zatím vyšla pouze ve Čtyřlístku.
1. PRINCEZNA NAHÁZÁDA - Čtyřlístek 718
2. JEDNOSMĚRNÝ DŽIN - Čtyřlístek 721
3. ČTYŘICÍTKA VLAŠTOVEK - Čtyřlístek 723-724
4. MÍROTVORKY - Čtyřlístek   726
5. VYPLIVNÍK - Čtyřlístek  729
6. NEZMĚRNÍK - Čtyřlístek 731-732
7. USEBRÁNÍ - Čtyřlístek 734
8. PROTIVLNSTVÍ - Čtyřlístek 737
9. DŽINOVÉ VÁLKY - Čtyřlístek 739-740
10. ZÁNĚT STŘEDNÍHO UCHA - Čtyřlístek 742
11. DORA! DORA! - Čtyřlístek 745